# أنا بضيع يا وديع (فلم)
أنا بضيع يا وديع فيلم مصري من إنتاج عام 2011.
هذا الفيلم يعتمد على وجوه جديدة في عالم السينما، رغم أنها معروفة للناس من قبل. فبطلي الفيلم ظهرا في عدة إعلانات لقنوات ميلودي تعتمد فكرتها على وجود منتج سينمائي يدعى تهامي باشا (يقوم بدوره أيمن قنديل)، يشتهر بأنه زئر نساء، ويسعى لتحقيق المال عن إنتاج أفلام تثير غرائز الناس، ويعمل معه مساعده وديع (يقوم بدوره أمجد عابد)، الذي يقدم له في كل إعلان فكرة فيلم جديد، ولكن تهامي يرفض أفكار وديع بشكل مستمر.
حققت الإعلانات قبولاً عند الجمهور، ولذلك قررت مجموعة ميلودي استغلال هذا النجاح، وإشراك هاتين الشخصيتين في فيلم خاصٍ بهما، فكان هذا الفيلم الذي اشترك مجموعة من الممثلين المعروفين مثل نيللي كريم، وانتصار.

## القصة
يتعرض الفيلم لكثير من مشاكل المجتمع المصري في قالب كوميدي ساخر من خلال شخصيتي «تهامي باشا» (أيمن قنديل) صاحب شركة إنتاج سينمائي ومساعده «وديع» (أمجد عابد)، اللذان يسعيان لجنى أموال طائلة من خلال إنتاج أفلام تعتمد على الإثارة. ويسعيان للبحث عن وسيلة للتهرب من الضرائب، فيقترح «وديع» أن يقوم «تهامي» بإنتاج فيلم دون المستوى ليخسر أمواله، وبالتالي يستطيع التهرب من دفع الضرائب.

## الممثلون
- أيمن قنديل (تهامي)
- أمجد عابد (وديع)
- لاميتا فرنجية
- نيللي كريم (ضيف شرف بشخصيتها الحقيقية)
- انتصار
- ضياء الميرغني
- محسن منصور
- رامي غيط
- نادية العراقية
- نور الكاديكي
- لي لي قاسم

## وصلات خارجية
- مقالات تستعمل روابط فنية بلا صلة مع ويكي بيانات
- صفحة الفيلم علي موقع السينما.
- حملة ميلودي الإعلانية 2009-أفلام تهامي وديع (من إحدى صفحات ميلودي على يوتيوب):
  - الحقيقة وراء تايتانيك على يوتيوب
  - الحقيقة وراء روكي على يوتيوب
  - الحقيقة وراء الراقص مع الذئاب على يوتيوب
  - الحقيقة وراء بريف هارت على يوتيوب
  - الحقيقة وراء سفن على يوتيوب